# Томасшлак

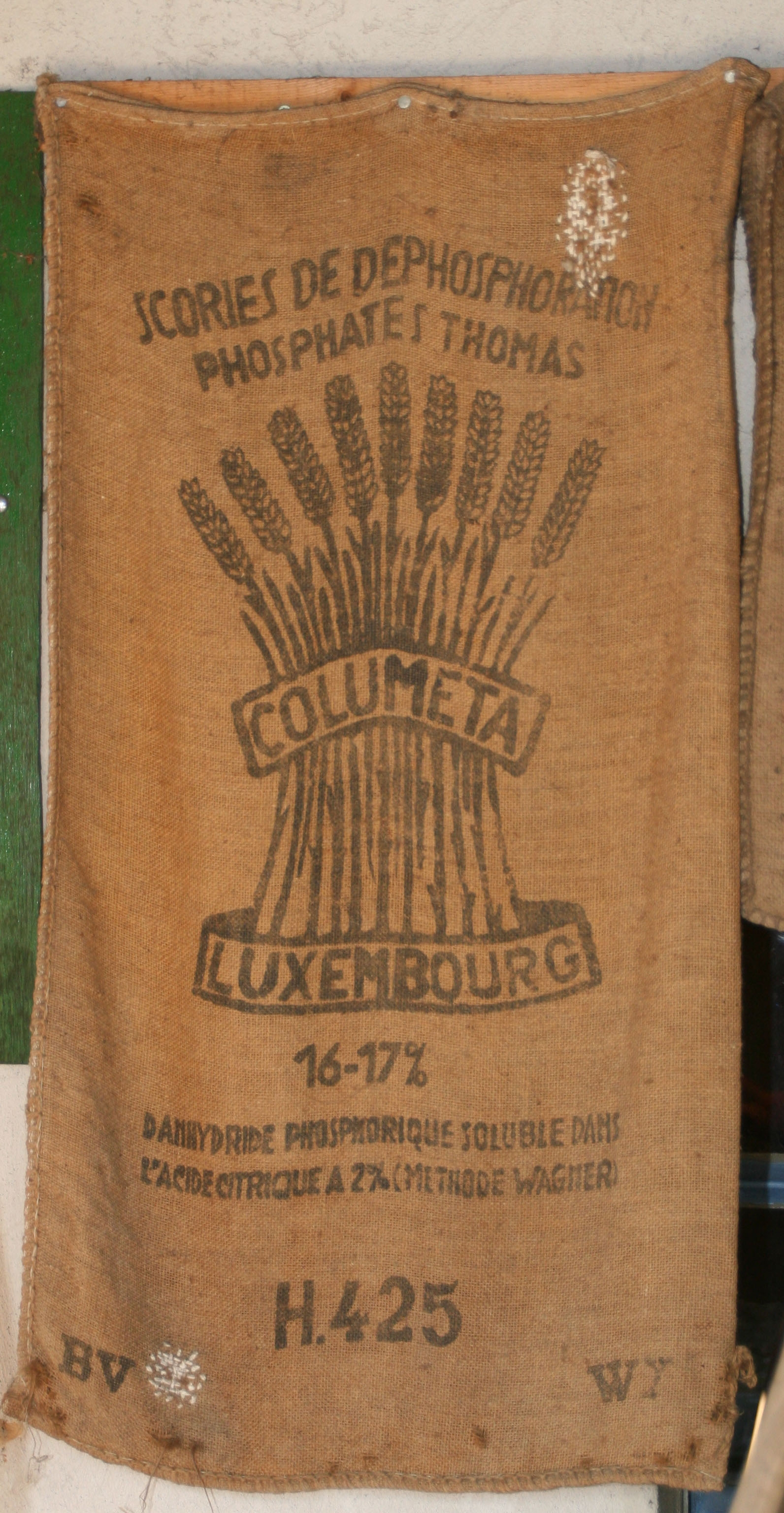
Мішок томасшлаку. Люксембург.

Томасшлак — відхід металургійного виробництва. Він утворюється при переробці чавуну з великим вмістом фосфору (томасівський чавун, або фосфористий чавун) в технічне залізо томасівським способом. Склад томасшлаку виражається такою приблизною формулою: Ca3(PO4)2•CaO. Отже, він відрізняється від нормального фосфату кальцію тим, що містить у своєму складі надлишок CaO, завдяки чому відзначається сильно осно́вним характером. Томасшлак застосовують у вигляді тонко розмеленого порошку на сильно кислих ґрунтах (наприклад, торфянистих і болотистих), де він нейтралізує надлишок кислот і одночасно збагачує ґрунт фосфором.